# Liste der Kulturdenkmäler in Gau-Weinheim
In der Liste der Kulturdenkmäler in Gau-Weinheim sind alle Kulturdenkmäler der rheinland-pfälzischen Ortsgemeinde Gau-Weinheim aufgeführt. Grundlage ist die Denkmalliste des Landes Rheinland-Pfalz (Stand: 25. März 2025).

## Einzeldenkmäler
| Bezeichnung                           | Lage                                                | Baujahr                  | Beschreibung | Bild                           |
| ------------------------------------- | --------------------------------------------------- | ------------------------ | --- | ------------------------------ |
| Evangelische Kirche                   | Mittelgasse 14 Lage                                 | 1863                     | neugotischer Rechtecksaal, 1863                                                                                      | weitere Bilder Fotos hochladen |
| Torbogen                              | Mittelgasse, an Nr. 28 Lage                         | 1604                     | spätgotischer Torbogen, 1604                                                                                         | Fotos hochladen                |
| Katholische Pfarrkirche St. Katharina | Obergasse 2 Lage                                    | 12. oder 13. Jahrhundert | im Kern romanischer Saalbau, 1742 barock überformt und erweitert, 1928/29 nochmalige Erweiterung; romanische Spolien | weitere Bilder Fotos hochladen |
| Gemeindeturm                          | Obergasse 4 Lage                                    | 16. Jahrhundert          | ehemaliger Eckturm der Friedhofsbefestigung, 16. Jahrhundert (?), 1749 Ausbau als Glockenturm                        | weitere Bilder Fotos hochladen |
| Wohnhaus                              | Obergasse 14 Lage                                   | 1785                     | Bruchsteinbau, bezeichnet 1785, wohl wiederverwendete Fenstergewände um 1600                                         | Fotos hochladen                |
| Hofanlage                             | Untergasse 1 Lage                                   | um 1700                  | Parallelhof; Eckwohnhaus, teilweise Zierfachwerk, um 1700, Scheune bezeichnet 1812                                   | Fotos hochladen                |
| Portal                                | Untergasse, an Nr. 12 Lage                          | 1576                     | Renaissance-Portal, bezeichnet 1576                                                                                  | Fotos hochladen                |
| Wasserbehälter                        | nördlich des Ortes; Flur Auf dem Heiligenkreuz Lage | 1905                     | Jugendstiltypenbau, bezeichnet 1905                                                                                  | Fotos hochladen                |